# People Are People (EP)
People Are People es un EP del grupo inglés de música electrónica, Depeche Mode (Martin Gore, Alan Wilder, David Gahan, Andrew Fletcher), publicado en 1984, destinado exclusivamente al continente americano.
Fue producido por Daniel Miller y el grupo, y destinado a capitalizar en América el éxito del tema People Are People del álbum Some Great Reward. Junto con el álbum Black Celebration, fueron los únicos discos de la banda que tomaron su nombre de una de las canciones que contienen.
Fue el único EP editado de Depeche Mode, el cual era, de por sí, un formato subjetivo, aunque generalmente se le identificaba más bien como una compilación.

## Listado de canciones
La colección apareció en tres formatos, el estándar en disco de vinilo, en casete de cinta magnética de audio y en disco compacto. Posteriormente y en la actualidad se le encuentra en streaming.
Edición en LP
Todos los temas aparecen en su versión de 7 pulgadas, es decir su versión estándar como sencillo, excepto el último.

| Lado A |                                                 |          |  |
| N.º    | Título                                          | Duración |  |
| 1.     | «People Are People» (1984)                      | 3:45     |  |
| 2.     | «Now, This is Fun» (1982, lado B de See You)    | 3:23     |  |
| 3.     | «Love, in Itself» (1983)                        | 4:21     |  |
| 4.     | «Work Hard» (1983, lado B de Everything Counts) | 4:22     |  |
| 5.     | «Told You So» (1983)                            | 4:27     |  |

| Lado B |                                               |          |  |
| N.º    | Título                                        | Duración |  |
| 1.     | «Get the Balance Right!» (1983)               | 3:13     |  |
| 2.     | «Leave in Silence» (1982)                     | 4:00     |  |
| 3.     | «Pipeline» (1983)                             | 6:10     |  |
| 4.     | «Everything Counts» (In Larger Amounts, 1983) | 7:20     |  |

La edición japonesa en LP, Japón fue el único lugar además de América en donde también se publicó el material, adicionalmente contiene un tema más del álbum Some Great Reward, como la propia "People Are People".
Edición en CD
| People Are People |                                         |          |  |
| N.º               | Título                                  | Duración |  |
| 1.                | «People Are People»                     | 3:45     |  |
| 2.                | «Now, This is Fun»                      | 3:23     |  |
| 3.                | «Love, in Itself»                       | 4:21     |  |
| 4.                | «Work Hard»                             | 4:22     |  |
| 5.                | «Told You So»                           | 4:27     |  |
| 6.                | «Get the Balance Right!»                | 3:13     |  |
| 7.                | «Leave in Silence»                      | 4:00     |  |
| 8.                | «Pipeline»                              | 6:10     |  |
| 9.                | «Everything Counts» (In Larger Amounts) | 7:20     |  |

Edición en casete
La edición en casete de cinta magnética de audio contiene los nueve temas de la colección distribuidos igual que en su versión en LP. Actualmente esta edición como el formato ya no se encuentra disponible.

## Datos
- Fue en esta colección la primera vez que apareció en América la versión original de "Leave in Silence", aunque editada, más corta que en su versión original pues se removió la mayor parte de la coda.
- La versión que aparece de "Love, in Itself" es la del álbum Construction Time Again, por lo cual está también editada debido a que en el álbum se continua con otro tema.
- La canción "Get the Balance Right" se publicó como sencillo en 1983 y no corresponde a ningún álbum, aunque pertenece a las sesiones de grabación de Construction Time Again.
- Las canciones "Now, this is Fun" y "Work Hard" son originalmente lados B de los sencillos "See You" y "Everything Counts" respectivamente.

Fue un EP destinado a capitalizar en América el éxito del tema "People Are People" del álbum Some Great Reward al que antecedió a su lanzamiento ese mismo año (de hecho en Estados Unidos aparecieron simultáneamente). La mitad del material que contiene fue extraído del álbum Construction Time Again que es el inmediatamente anterior en la discografía del grupo, además, se destinó sólo a América debido a que Depeche Mode era conocido principalmente en Europa, por lo cual en un principio este se lanzó como si fuera el primer disco de Depeche Mode en los Estados Unidos.
Como curiosidad, originalmente apareció con la foto de portada sin nombre de disco ni del grupo, estos se adhirieron en ediciones posteriores.